# 나카하라정
나카하라정(일본어: 中原町)은 1925년 5월 10일 부터 1933년 8월 1일까지 존재했던 일본 가나가와현 다치바나군의 정이다. 
현재의 가와사키시 나카하라구의 거의 전역에 해당한다.

## 역사
- 1925년 5월 10일 - 나카하라촌, 스미요시촌(기타카세 지역 제외)이 합병하여 신설.
- 1933년 8월 1일 - 나카하라정이 가와사키시에 편입. 같은 날 나카하라정 폐지.
- 1972년 4월 1일 - 가와사키시가 정령지정도시로 지정되어 구 나카하라정 구역이 나카하라구가 됨.

## 교통

### 철도
- 난부철도 (현 동일본 여객철도)
  - 본선 (현 난부선)
- 도쿄 요코하마 전철
  - 도요코선

### 도로
- 후추 가도 (현 국도 제409호선)
- 나카하라 가도
- 쓰나시마 가도

## 참고 문헌
- 角川日本地名大辞典編纂委員会,『角川日本地名大辞典 神奈川県』1984, 角川書店